# National Novel Writing Month
National Novel Writing Month (Mês Nacional da Escrita de Romances, geralmente abreviado como NaNoWriMo), é um desafio anual de escrita literária que ocorre na internet durante todo o mês de Novembro. O projeto consiste em fazer os participantes escreverem um texto de 50.000 palavras entre 1º de Novembro até o dia 30 do mesmo mês. Não há necessidade de acabar o texto dentro das 50 mil palavras.
São aceitos textos de qualquer idioma, embora o contador automático do site que organiza o desafio não trabalhe bem com caracteres não-latinos
O desafio não tem foco na qualidade dos trabalhos, e sim na quantidade de palavras, por isso, os meses posteriores ao desafio são chamados de "What Now?" (e agora?), que são os meses onde os escritores se focam em corrigir seus trabalhos e, em alguns casos, terminá-los. Os participantes também são incentivados a publicar seus romances nesta época.

## Livros publicados escritos durante o evento
- Água para Elefantes[4]
- Fangirl (ver: Rainbow Rowell)
- Cinder[5] (Marissa Meyer)
- O Circo da Noite[5] (Erin Morgenstern)

## Edição de 2018
Segundo o site organizador, 1135 brasileiros participaram do Nano18 e, juntos, escreveram 18.283.937 palavras (uma média de 15.892 palavras por novelista). Ainda segundo o site, os 286 participantes portugueses escreveram, em média, 21.501 palavras. A expectativa era de 400 mil participantes no mundo inteiro, mas ainda não foi divulgado o numero oficial de participantes (até 18/12/18).